# Sélection de la ville hôte pour les Jeux olympiques de 2026
La sélection de la ville hôte pour les Jeux olympiques et paralympiques 2026, voit s'affronter quatre villes : Milan et Cortina d'Ampezzo en Italie, et Stockholm et Åre en Suède. À l'issue d'un vote ayant eu lieu lors de la 134e session du Comité international olympique organisée à Lausanne le 24 juin 2019, c'est la candidature italienne qui est sélectionnée.

## Échéancier de sélection
Les modalités et le calendrier de sélection de la ville organisatrice ont été définies par le CIO en septembre 2017 par la procédure de candidature : 
- Septembre 2017 — octobre 2018 : Phase de dialogue
  - 29 septembre 2017 : Lancement de la phase de dialogue
  - 31 mars 2018 : Date limite pour devenir ville candidate en rejoignant la phase de dialogue
  - Octobre 2018 : Invitation des villes candidates par la Session du CIO à prendre part à la phase de candidature
- Octobre 2018 — septembre 2019 : Phase de candidature
  - 11 janvier 2019 : Date limite pour la soumission des dossiers de candidature
  - Analyse de la commission d’évaluation du CIO, comprenant une visite dans chaque ville candidate et des demandes de présentation d’un complément. (mars et avril.)
  - Stockholm 2026 du 12 au 16 mars 2019.
  - Milan-Cortina 2026 du 2 au 6 avril 2019.
  - 24 juin 2019 : Publication du rapport de la commission d’évaluation et présentation des villes candidates à la session du CIO à Lausanne, suivie de l’élection de la ville hôte des jeux de 2026. La candidature groupée Milan - Cortina est choisie pour l'organisation des XXVe Jeux d'hiver avec 47 voix contre 34 pour Stockholm - Åre. C'est la troisième fois que l'Italie accueillera les Jeux olympiques d'hiver. En 1956, ils avaient eu lieu une première fois à Cortina d'Ampezzo. En 2006, ils se sont déroulés à Turin.

| Ville candidate           | Pays   | 1er tour |
| ------------------------- | ------ | -------- |
| Milan - Cortina d'Ampezzo | Italie | 47       |
| Stockholm - Åre           | Suède  | 34       |
| Abstention                |        | 1        |

## Villes candidates
| Milan Cortina d'Ampezzo Stockholm Åre |

Le 20 novembre 2018, après le retrait de Calgary, il ne restait plus que deux candidatures parmi les trois validées par le Comité international olympique le 9 octobre 2018, au cours de sa 133e session.

Logo de la candidature de Stockholm Åre pour 2026.
Logo de la candidature de Cortina d'Ampezzo Milan pour 2026.

- Milan-Cortina d'Ampezzo, Italie 
La ville de Turin est un temps intéressée par une candidature commune avec Milan et Cortina[3]. Finalement le Comité olympique italien (CONI) retient la candidature des trois villes et les transmet au CIO. Mais le 13 avril, la maire de Turin Chiara Appendino annonce que sa ville n'envisage pas une candidature commune ou conjointe avec Milan[4]. Ceci étant, une candidature italienne ne peut être envisagée que si la 134e session du CIO qui doit se tenir à Milan en 2019 pour décider de l'attribution des jeux de 2026 est transférée hors d'Italie en raison des dispositions de la Charte olympique[5]. Le 18 septembre 2018, le Comité olympique italien annonce la candidature commune de Milan et Cortina, mais en l'absence de Turin, faute d'accord avec les deux autres villes[6]. Enfin, le 9 octobre suivant, le CIO retient la candidature italienne tout en relocalisant sa 134e session à Lausanne afin de respecter la charte olympique.
- Stockholm/Åre, Suède 
Après avoir dans un premier temps renoncé à une candidature[7], Stockholm change sa position et le CNO suédois transmet au CIO une expression d'intérêt. Lors de la présentation du dossier de candidature le 10 janvier 2019, la capitale suédoise est associée avec la station d'Åre[8].

## Candidatures abandonnées
- Calgary, Canada[9] 
À partir de 2016, les autorités locales mènent des discussions avec le gouvernement de Justin Trudeau pour savoir si l'État fédéral accepte de soutenir financièrement et politiquement une candidature[10]. Le 31 octobre 2018, au lendemain d'un accord sur le financement avec le gouvernement fédéral[11], le conseil de la ville décide de poursuivre la candidature et maintient l'organisation de la consultation populaire du 13 novembre suivant[12], à l'issue de laquelle 56,4 % des électeurs votent non à l'organisation des Jeux[13]. Le 19 novembre, le conseil municipal retire officiellement la candidature de la ville[14].
- Auckland et Queenstown, Nouvelle-Zélande
- Sapporo, Japon 
 Des représentants de Sapporo, ville organisatrice des Jeux olympiques d'hiver de 1972, indiquent que la ville réfléchit à une candidature pour les Jeux d'hiver de 2026 ou de 2030[15]. 
 La ville a accueilli le championnat du monde féminin de curling de 2015 et a co-organisé les Jeux asiatiques d'hiver de 2017. 
 Le 17 septembre 2018, la ville retire sa candidature et décide de la représenter pour 2030 en raison du séisme à Hokkaidō.
- Innsbruck, Autriche[16]
- Graz, Autriche[17], en association avec Schladming 
 Le 6 juillet 2018, le comité olympique autrichien décide de retirer la candidature de la ville en raison du manque de soutien du gouvernement de Styrie.
- Erzurum, Turquie 
 La ville n'est pas retenue par le CIO lors de l'annonce des villes candidates le 4 octobre 2018 en raison de la faiblesse des équipements dont disposerait la ville dans les domaines des infrastructures et des moyens de transport[18].
- Québec, Canada 
 Après avoir envisagé une candidature[19] après la construction du Centre Vidéotron, le maire de Québec Régis Lebeaume se rétracte publiquement quelques mois plus tard. Une candidature conjointe entre Québec et Lake Placid est évoquée, sans suite, du fait de la nomination de Los Angeles pour les Jeux de 2028 et donc du retrait américain du projet[20].
- Barcelone, Espagne 
 Après avoir abandonné une candidature à l'organisation des Jeux d'hiver de 2022, la ville s'était reportée sur ceux de 2026, mais le 15 mars 2017, les autorités municipales renoncent à la candidature[21].

- Sion, Suisse 

Premier logo de la candidature suisse.

 Après l'échec d'une éventuelle candidature de Davos et Saint-Moritz, à la suite d'une votation en février 2017, Sion est choisie au détriment de Montreux pour représenter la Suisse, mais le 10 juin 2018, par une nouvelle votation les électeurs du canton du Valais refusent à 53,98 % la candidature valaisanne. La ville de Sion la rejette à 60,9 %[22].
- Turin, Italie
- Trente, Italie 
 Ugo Rossi, président de la province autonome de Trente annonce l'intention de Trente d'accueillir les Jeux de 2026 après avoir rencontré le président du Comité national olympique italien. La région a déjà accueilli l'Universiade d'hiver de 2013. Mais le CONI ayant présenté Milan comme cité hôte de la 134e session du CIO qui doit entériner le choix de la ville des Jeux olympiques d'hiver de 2026, une ville italienne ne peut être candidate à ceux-ci[5]. L'Italie se dirige ensuite vers une candidature associant Milan à Turin.
- Lake Placid, États-Unis 
 Un temps pressentis, les États-Unis n'envisagent pas de candidature puisque Los Angeles est sélectionnée pour organiser les Jeux olympiques d'été de 2028[23].
- Lillehammer, Norvège
- Trondheim, Norvège et  Åre, Suède[24] : une candidature conjointe est envisagée en 2014.
- Helsinki, Finlande avec  Sigulda, Lettonie,  Östersund, Suède et  Hamar, Norvège
- Lviv, Ukraine : le 30 juin 2014, Lviv décide de se retirer de la course à l'organisation des Jeux de 2022 au profit de celle des Jeux de 2026[25] avant de se retirer à nouveau.
- Santiago, Chili[26]